# Coëtivy-meester

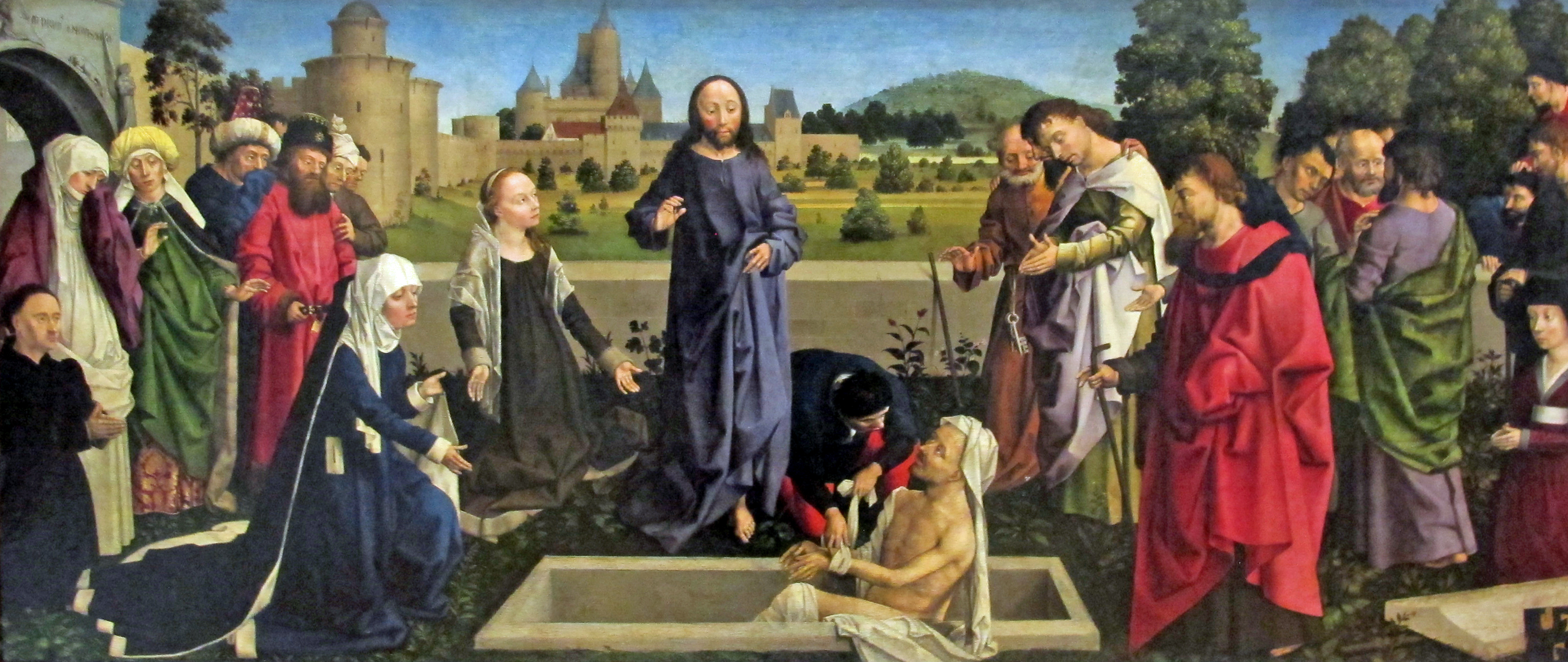
Opwekking van Lazarus, Louvre, Parijs

De Coëtivy-meester was een anonieme schilder en boekverluchter die, op basis van zijn stijlkenmerken, opgeleid werd in Vlaanderen en daarna werkzaam was in Parijs in de tweede helft van de 15e eeuw tussen 1450 en 1488. Hij was de directe opvolger van de Meester van Dreux Budé en een van de grote kunstenaars in Parijs tussen 1450 en 1485. Naast zijn werk als schilder en verluchter ontwierp hij ook modellen voor glasramen en tapijten.
Hij kreeg zijn noodnaam naar een getijdenboek dat hij maakte voor Olivier de Coëtivy, raadgever en kamerheer van Karel VII en diens echtgenote, Maria van Valois, een natuurlijke dochter van Karel VI.

## Werken
Er worden meer dan dertig handschriften aan deze meester toegeschreven. Wat schilderijen betreft is er slechts een gekend: De opwekking van Lazarus, Louvre, Parijs. Hij ontwierp de kartons voor de glasramen van de Saint-Séverin in Parijs, in samenwerking met de Meester van Dreux Budé, zijn voorganger. Daarnaast ontwierp hij de kleine kartons voor de wandtapijten over de Trojaanse Oorlog en de kartons voor de wandtapijten van de Vernietiging van Jeruzalem.

## Stijlkenmerken
De Coëtivy-meester zet in grote lijnen de stijl van Meester van Dreux Budé voort. Ook zijn werk leunde sterk aan bij het werk van Robert Campin en van Rogier van der Weyden en bij de Vlaamse Primitieven. Voor het glasraam van de Saint-Séverin in Parijs gebruikte de ontwerper Maria en Johannes de Evangelist zoals in de Braque-triptiek van Rogier van der Weyden, terwijl in de iconografie van die tijd voor een deësis steeds Johannes de Doper werd gebruikt. De werken van beide meesters waren zo vergelijkbaar dat kunsthistorici het werk van de ene aan de andere hebben toegeschreven.
Stilistisch kan de Coëtivy-meester perfect geplaatst worden in het atelier dat achtereenvolgens de Meester van Dreux Budé, de Coëtivy-meester en de Meester van de Zeer kleine getijden van Anne van Bretagne aan het hoofd had, artiesten die nu vereenzelvigd worden met drie generaties van dezelfde familie: André d’Ypres, Colin d’Amiens en Jean d’Ypres.

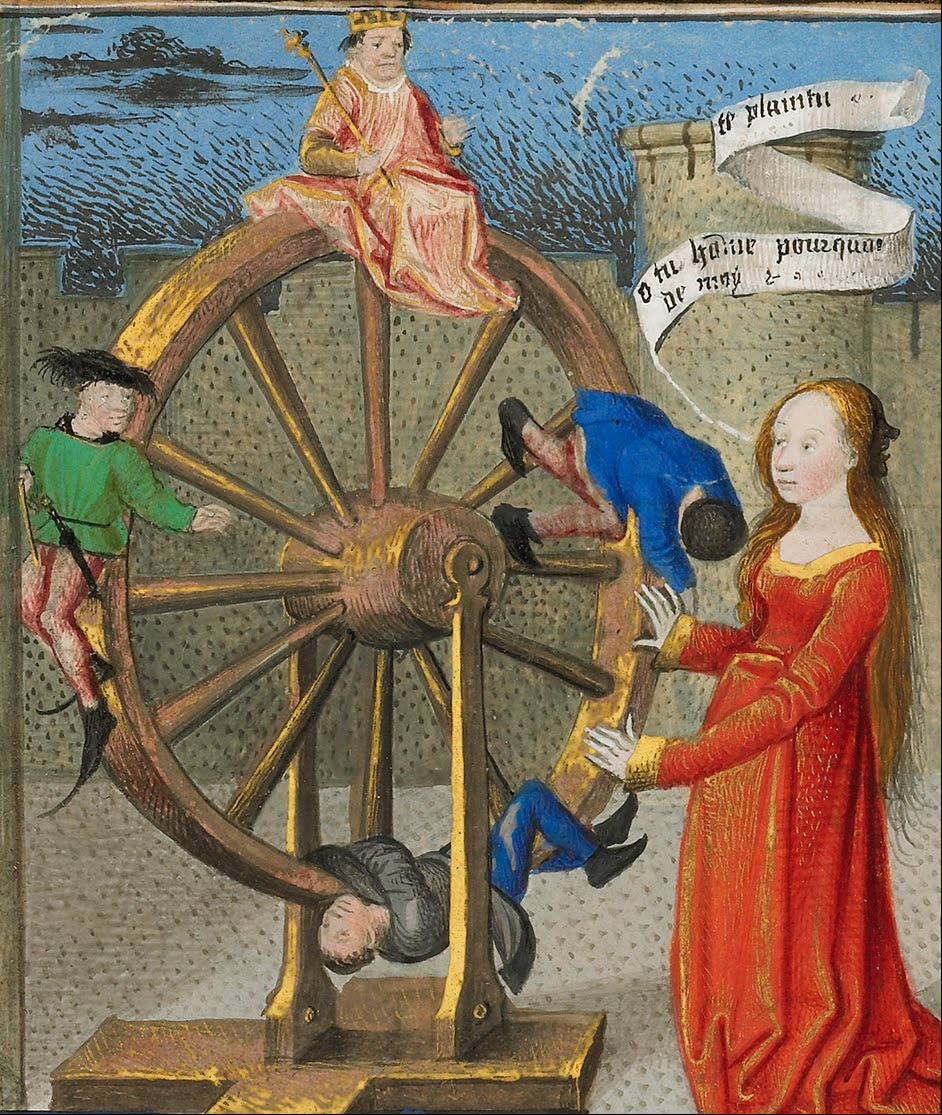
Nicolas d’Ypre, Rad van fortuin, J. Paul Getty Museum, Los Angeles

## Identificatie met Nicolaas van Ieper
Deze meester werd eerder geïdentificeerd met Henri de Vulcop die van het dorp Schalwijk bij Utrecht zou gekomen zijn. Charles Sterling plaatst deze meester in de Val de Loire, maar zijn werken tonen aan dat hij voornamelijk actief was in Parijs.
In 1993 stelde Nicole Reynaud voor, Colin d’Amiens of Nicolas d’Ypre, te vereenzelvigen met de Coëtivy-meester, boekverluchter en kunstschilder, die door velen werd gezien als de derde beeldend kunstenaar van zijn tijd na Jean Fouquet en Barthélemy van Eyck. De Coëtivy-meester was een polyvalent artiest, miniaturist, paneelschilder en ontwerper van glasramen en wandtapijten. Daarnaast maakte hij ook ontwerpen voor edelsmeden. Ze baseerde zich voor deze toewijzing op de markante stijlgelijkenissen tussen dit gedocumenteerde werk en de Opwekking van Lazarus uit het Louvre, de wandtapijten over de Trojaanse Oorlog en het glasraam met Christus tussen de Maagd en de evangelist Johannes van de Saint-Séverin in Parijs.
Aangezien de kunsthistorici het nog steeds niet eens zijn over deze identificatie worden in de literatuur deze meesters nog vaak naast elkaar besproken.